# Агранович, Алексей Михайлович
Алексе́й Миха́йлович Аграно́вич (род. 23 октября 1970, Москва) — российский актёр, режиссёр, продюсер, художественный руководитель «Гоголь-центра» (с 16 февраля 2021 по 29 июня 2022).

## Биография
Окончив в 1987 году школу № 45 (школа Леонида Мильграма), работал на киностудии «Мосфильм», одновременно (1987—1988) занимался в театре-студии «Присутствие» под руководством Олега Ферштейна. В 1988—1990 годы служил в Советской армии.
В 1990 году поступил вольнослушателем во ВГИК на актёрско-режиссёрский курс Сергея Соловьёва и Валерия Рубинчика, в 1991—1994 годы учился на актёрском курсе Альберта Филозова и Армена Джигарханяна.
В 1994—1995 годы — представитель группы ДДТ в Москве; рекламный продюсер компании «Паганель».
С 1995 года играет в театре и кинематографе, режиссирует кинофильмы, театральные спектакли, фестивали и специальные мероприятия.
В 1996 году создал продюсерскую компанию «Шаровая Молния» (совместно с анимационной студией «Шар»), работающую в сегменте специальных мероприятий.
В 2003 году работал одним из ведущих программы «Футбол России» (телеканалы «Россия» и «Спорт»). В 2006 году — режиссёр и ведущий-повествователь в скетч-шоу «Улица Гоголя» на телеканале «РЕН ТВ». В 2007 году — руководитель отдела развлекательных программ Департамента по управлению производством телевизионного холдинга «СТС Медиа».
Председатель правления благотворительного фонда «Хрупкие люди» (учрежден в 2014 году для оказания помощи больным с несовершенным остеогенезом и другой костной патологией).
Приказом Департамента культуры города Москвы от 9 февраля 2021 года № 68/ОДК назначен художественным руководителем «Гоголь-центра». Вступил в должность 26 февраля 2021 года. 29 июня 2022 года стало известно, что контракт с ним не будет продлён. Вместе с этим, завершая девятый сезон «Гоголь-центра», Агранович заявил и о закрытии самого проекта.

## Семья
- Дед — Леонид Данилович Агранович (1915—2011) — советский и российский кинорежиссёр, сценарист и драматург
- Отец — Михаил Агранович (род. 1946), кинооператор, режиссёр; Заслуженный деятель искусств РСФСР (1987)[3].
- Мать — Эмилия Григорьевна Кулик (род. 1936), актриса, диктор Всесоюзного радио[3].
- Жена — Виктория Толстоганова, актриса.
  - Сын Иван (род. 2011).[12]

## Творчество
В период учёбы во ВГИКе участвовал в организации Международного студенческого кинофестиваля. Его первым самостоятельным проектом стал совместный концерт групп ДДТ и Калинов мост в Театре Советской Армии 28 октября 1994 года.

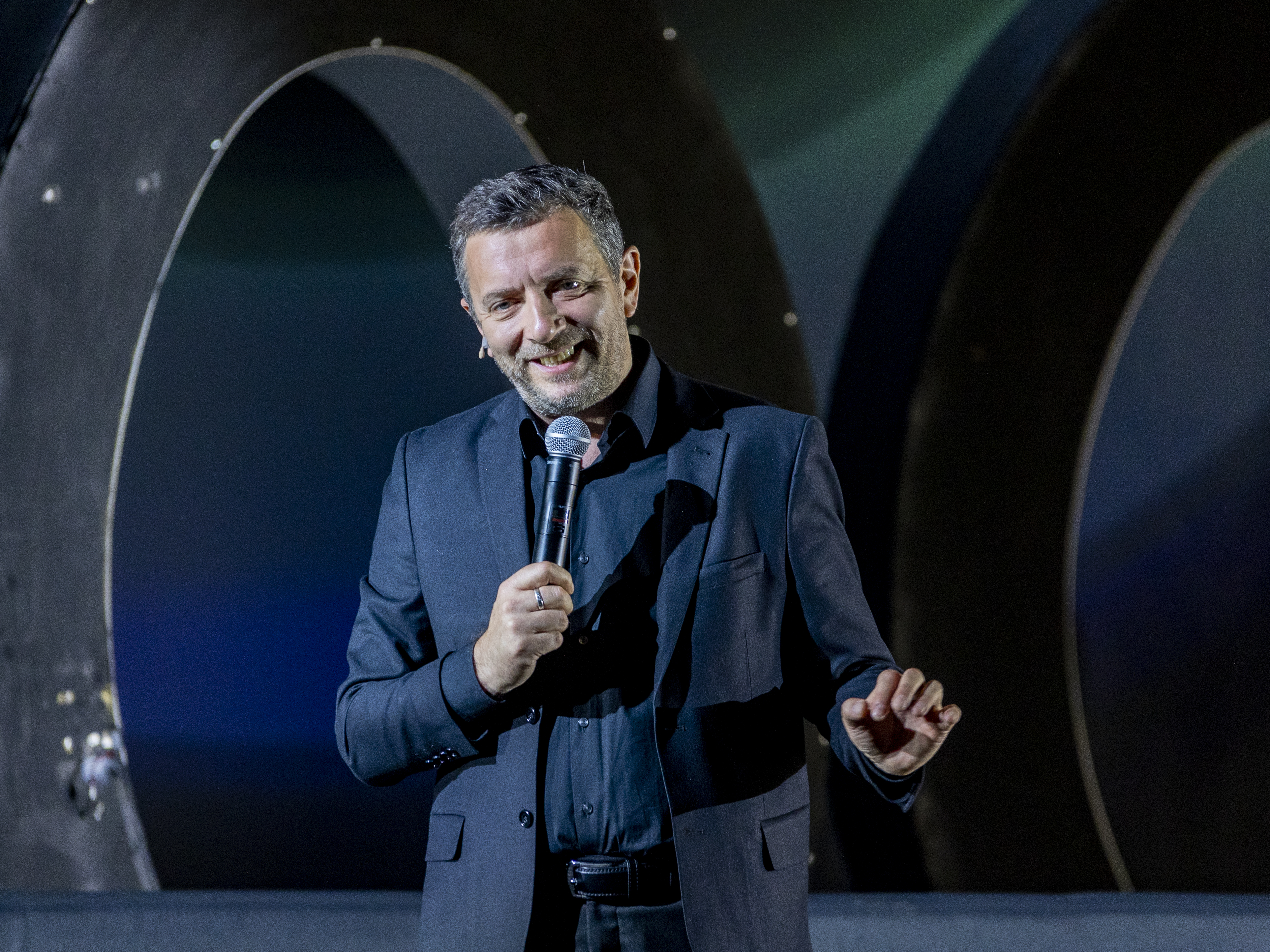
Алексей Агранович в спектакле "Обыкновенная история". JaffaFest фестиваль. Израиль. 2024

Его опыт режиссуры и продюсирования насчитывает более ста церемоний и шоу, в числе которых церемонии открытия/закрытия ММКФ (2000—2010, 2018 — до настоящего времени), церемонии открытия/закрытия кинофестиваля «Кинотавр» (2005 — до настоящего времени), Церемония вручения премии «Золотой Орел» (2003—2010, 2019 — до настоящего времени), церемония вручения премии газеты The Art Newspaper (2013 — до настоящего времени), премия ТЭФИ (2009—2010), «Ханука в Кремле» (Премия «Человек года» по версии ФЕОР, 2007—2009, 2019, 2020), премия Кандинского (2009—2014), премия «Коммерсант года» (ИД «Коммерсантъ», в рамках ПЭФ, 2010—2013), благотворительные спектакли «Маленький принц» (для фонда «Подари Жизнь», 2011), «Эффект Бабочки» (для фонда «БЭЛЛА», 2012), шоу Данилы Козловского «Большая мечта обыкновенного человека» (2014) и других.
Генеральный продюсер сахалинского международного кинофестиваля «Край света. Восток» (SIFF «On the Edge. East», с 2012 года), калининградского международного кинофестиваля «Край Света. Запад» (KIFF «On the Edge. West», с 2019 года), Сахалинского открытого кинофестиваля будущего «Игра Света» («Lightplay Film Fest», с 2019 года).

### Арт-директор
- «Русской ночи» на Международном экономическом форуме в Давосе (2005)[3]
- премии «Белый квадрат» Гильдии операторов РФ (2005)[3]
- Заместитель председателя Сахалинского совета по развитию кинематографии

### Театр

#### Театральный режиссёр
Продюсерский центр «Переходы»
"Каменный Гость" (А.С. Пушкин)
Гоголь-Центр

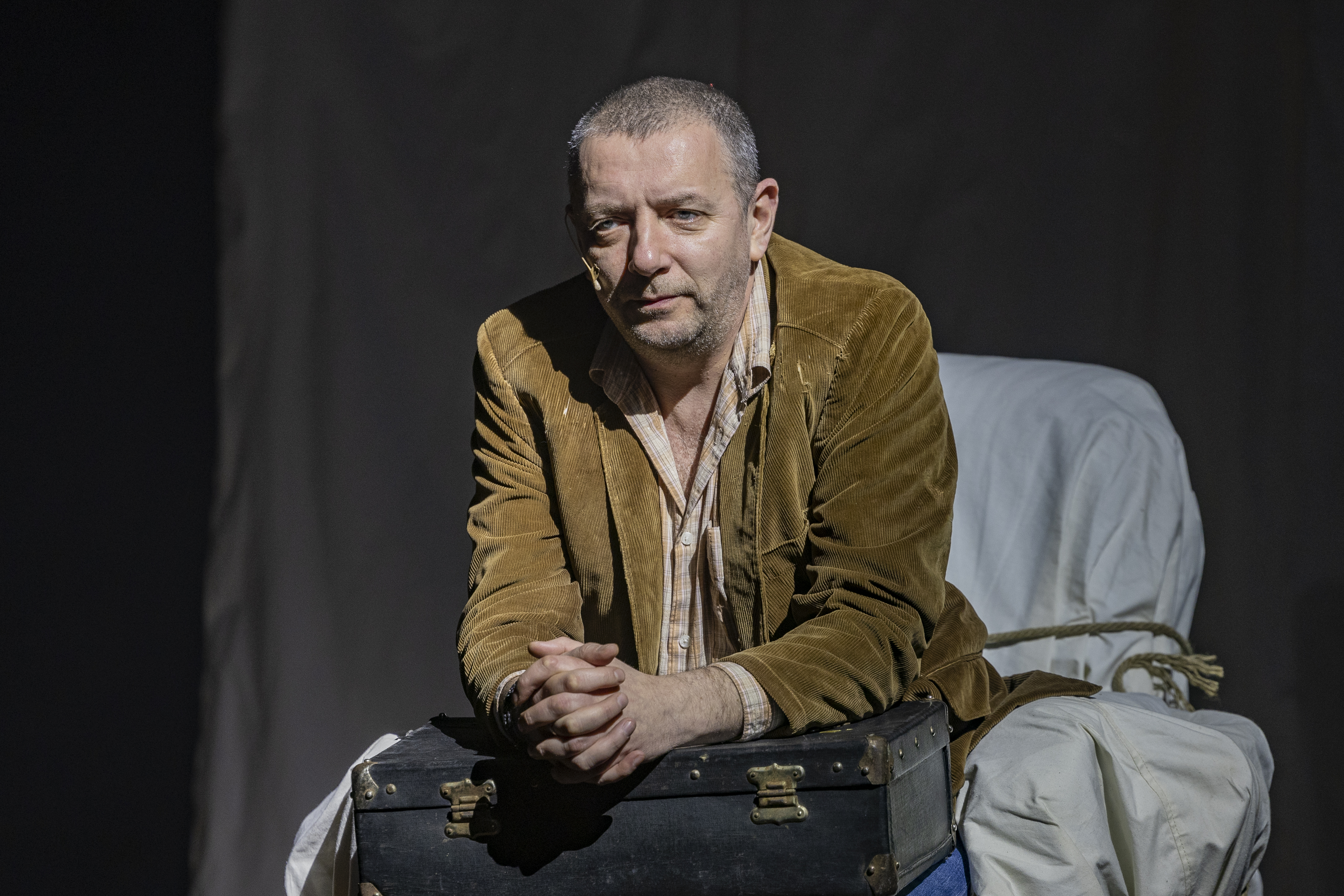
Алексей Агранович в спектакле "Чемодан" по произведениям Довлатова. Израиль. 2025

"Я не участвую в войне" (по стихам Юрия Левитанского)

#### Актёр
- «Чайка» А. П. Чехова (1993—1994, постановка А. Л. Филозова) — Треплев

Театр Антона Чехова
- «Подземка» Н. Байера (режиссёр Л. Г. Трушкин, 1995—1996) — Карматти

Театр Квартет И (с 1998)
- «…в Бореньке чего-то нет»
- «Это только штампы»
- «Ля Комедия, или Мы будем развлекать вас всеми средствами, которые хороши!» (по пьесе Мольера «Лекарь поневоле»)
- «Актёрские игры»
- «Клуб комедии»

Гоголь-центр
- «Обыкновенная история» (по роману И. А. Гончарова, с 2014) — Пётр Адуев
- «Маленькие трагедии» (А. Пушкин/К. Серебренников, с 2017) — Барон, Вальсингам.

Московский драматический театр имени А. С. Пушкина
- «Между делом» (Е. Гришковец, с 2021) — Весневич Леонид Львович.

### Кинематограф

#### Кинорежиссёр
| Год  |     | Название     | Примечание |
| ---- | --- | ------------ | ---------- |
| 1994 | кор | Fragile      | режиссёр   |
| 2006 | ф   | Улица Гоголя | режиссёр   |
| 2015 | док | Главкнига    | режиссёр   |

#### Роли в кино
| Год       |     | Название                         | Роль                                                                     |
| --------- | --- | -------------------------------- | ------------------------------------------------------------------------ |
| 1994      | кор | Fragile                          | главная роль                                                             |
| 1994      | ф   | Хаги-Траггер                     | эпизод                                                                   |
| 1999      | ф   | Затворник                        | Имя персонажа не указано                                                 |
| 2000—2001 | с   | Чёрная комната: новелла «Ведьма» | врач                                                                     |
| 2002      | ф   | Брак по расчёту                  | Имя персонажа не указано                                                 |
| 2002      | ф   | Копейка                          | Имя персонажа не указано                                                 |
| 2006      | ф   | Спасатели. Затмение              | знакомый Шурави                                                          |
| 2010      | ф   | О чём говорят мужчины            | первый заказчик                                                          |
| 2010—2011 | с   | Естественный отбор               | Хабибулла, пакистанский террорист (главная роль)                         |
| 2014      | ф   | Дедушка моей мечты               | санитар                                                                  |
| 2017      | ф   | Мифы                             | режиссёр                                                                 |
|           | кор | Приятная возможность выбора      | один из Ангелов                                                          |
| 2017      | ф   | NO-ONE                           | Помощник генерала, сотрудник КГБ                                         |
| 2018      | с   | Частица вселенной                | Шутов, психолог                                                          |
| 2019      | ф   | Юморист                          | Борис Аркадьев                                                           |
| 2019      | ф   | Верность                         | Иван                                                                     |
| 2019      | ф   | Выше неба                        | Гена                                                                     |
| 2020      | ф   | ИП Пирогова                      | Денис Алексеевич                                                         |
| 2020      | ф   | Доктор Лиза                      | Владимир Александрович, чиновник                                         |
| 2020      | с   | Мёртвые души                     | судья                                                                    |
| 2021      | с   | Happy end                        | отец Леры                                                                |
| 2021      | с   | Контакт                          | Пётр Тарасов                                                             |
| 2021      | с   | Пингвины моей мамы               | папа                                                                     |
| 2021      | с   | Чиновница                        | Цалов                                                                    |
| 2021      | с   | В Бореньке чего-то нет           | оператор Юра                                                             |
| 2022      | с   | Елизавета                        | Андрей Остерман, вице-канцлер                                            |
| 2022      | с   | The Тёлки                        | Юрий Петрович Таежный, председатель совета директоров крупной корпорации |
| 2023      | с   | Убить Риту                       | Логопед                                                                  |

## Награды
- приз фестиваля «Св. Анна» (совм. с М. Поповым) — за х/ф «Fragile»[3]
- приз «За самое яркое событие» фестиваля «Кинотавр»[3]
- премия газеты «Московский комсомолец» в номинации «Полумэтры. Лучшая мужская роль»[20]
- «Золотая Маска» Лучшая мужская роль (номинант) за роль Петра Адуева в спектакле «Обыкновенная История»
- «Золотая Маска» Лучшая мужская роль (номинант) за роли Барона и Председателя в спектакле «Маленькие Трагедии»
- Приз «Лучшая мужская роль» национального кинофестиваля «Движение» за роль Бориса Аркадьева в фильме «Юморист» (2018)
- Приз «Лучшая мужская роль» словацкого международного кинофестиваля «Art Film Fest Kosice» за роль Бориса Аркадьева в фильме «Юморист» (2019)
- Приз гильдии киноведов и кинокритиков России «Белый слон» В номинации «Лучшая мужская роль» за роль Бориса Аркадьева в фильме «Юморист»